# Daniela Zamora
Daniela Paz Zamora Mancilla, född 13 november 1990, är en chilensk fotbollsspelare (anfallare/mittfältare) som senast spelade för Djurgårdens IF i Damallsvenskan. Zamora tillhörde den chilenska landslagstrupp som spelade i VM i Frankrike år 2019.

## Karriär
I mars 2021 blev Zamora klar för spel i Djurgårdens IF. Efter säsongen 2021 lämnade hon klubben.